# Новороссийск (городской округ)
Муниципальное образование Город-герой Новороссийск — муниципальное образование со статусом городского округа в Краснодарском крае России.
Административный центр — город Новороссийск.
Образовано на территории административно-территориальной единицы со статусом, соответствующим категории города краевого подчинения Новороссийск.

## География
Территория муниципального образования (административно-территориальной единицы) город Новороссийск расположена на юго-западе Краснодарского края, на территории Абрауского полуострова и Цемесской долины, обрамляющей Новороссийскую (Цемесскую) бухту Чёрного моря. На западе граничит с территорией муниципального образования город-курорт Анапа, на востоке — с Крымским районом, на юге — с муниципальным образованием город-курорт Геленджик.

## История
16 сентября 1943 года Новороссийский Исполком городского Совета депутатов трудящихся возобновил свою деятельность после освобождения города от фашистской оккупации.
На основании Указа Президиума Верховного Совета РСФСР от 22 августа 1953 года об упразднении Верхне-Баканского района в черту города включён посёлок Мефодиевка, а рабочие посёлки Верхне-Баканский и Гайдук перешли в административное подчинение Новороссийска.
На основании решения Крайисполкома от 13 октября 1955 года за № 552 в административное подчинение города Новороссийска переданы территория по Сухумскому шоссе до 12 км. и Шесхарис.
Решением от 11 апреля 1957 года за № 132 в административное подчинение города переданы Цемдолинский сельсовет и посёлковый совет «Абрау-Дюрсо».
23 марта 1977 года город Новороссийск и территория, подчиненная Новороссийскому горсовету, была разделена на 3 административных района: Ленинский, Октябрьский, Приморский.
В 1982 году в состав Приморского района были переданы Натухаевский, Мысхакский и Раевский сельсоветы из Анапского района.
В начале 1990-х Ленинский район был переименован в Восточный, а Октябрьский — в Центральный район.
18 июля 2004 года из части Центрального района был выделен Южный район.
В 2005 году в результате реформы местного самоуправления на территории города Новороссийск с подчиненными городской администрации населёнными пунктами, было образовано муниципальное образование город Новороссийск.

## Население
| 1959     | 1970     | 1975     | 1977     | 1979     | 1982     | 1985     | 1989     | 1990     |
| -------- | -------- | -------- | -------- | -------- | -------- | -------- | -------- | -------- |
| 112 147  | ↗157 065 | ↗170 000 | ↗180 000 | ↗188 240 | ↗200 000 | ↗220 000 | ↗229 708 | ↗236 278 |
| 1991     | 1997     | 2002     | 2005     | 2007     | 2008     | 2009     | 2010     | 2011     |
| ↗238 357 | ↗250 241 | ↗281 036 | ↗281 400 | ↘281 100 | ↗281 300 | ↗282 574 | ↗298 253 | ↗298 662 |
| 2012     | 2013     | 2014     | 2015     | 2016     | 2017     | 2018     | 2019     | 2020     |
| ↗303 117 | ↗307 725 | ↗313 307 | ↗319 248 | ↗325 304 | ↗330 504 | ↗334 506 | ↗338 287 | ↗338 798 |
| 2021     | 2023     | 2024     | 2025     |          |          |          |          |          |
| ↗340 792 | ↗342 024 | ↗343 971 | ↗345 538 |          |          |          |          |          |

Национальный состав
По итогам переписи населения 2020 года проживали следующие национальности (национальности менее 0,1 % и другое см. в сноске к строке «Другие»):
| Национальность | Численность, чел. | Доля     |
| -------------- | ----------------- | -------- |
| Русские        | 293 262           | 86,05 %  |
| Армяне         | 8256              | 2,42 %   |
| Украинцы       | 1820              | 0,53 %   |
| Татары         | 1569              | 0,46 %   |
| Греки          | 783               | 0,23 %   |
| Грузины        | 442               | 0,13 %   |
| Азербайджанцы  | 389               | 0,11 %   |
| Другие         | 34 271            | 10,07 %  |
| Итого          | 340 792           | 100,00 % |

## Населённые пункты
В состав городского округа и города краевого подчинения Новороссийск входит 25 населённых пунктов
| №  | Населённый пункт        | Тип населённого пункта        | Население | АТЕ (район/сельский округ)     |
| -- | ----------------------- | ----------------------------- | --------- | ------------------------------ |
| 1  | Абрау-Дюрсо             | село                          | ↗3752     | сельский округ Абрау-Дюрсо     |
| 2  | Большие Хутора          | село                          | ↗1267     | сельский округ Абрау-Дюрсо     |
| 3  | Борисовка               | село                          | ↗5040     | Приморский район               |
| 4  | Васильевка              | село                          | ↗437      | Приморский район               |
| 5  | Верхнебаканский         | посёлок                       | ↗7207     | Верхнебаканский сельский округ |
| 6  | Владимировка            | село                          | ↗1485     | Приморский район               |
| 7  | Гайдук                  | село                          | ↗10 450   | Гайдукский сельский округ      |
| 8  | Глебовское              | село                          | ↗1027     | Приморский район               |
| 9  | Горный                  | хутор                         | ↘399      | Верхнебаканский сельский округ |
| 10 | Дюрсо                   | хутор                         | ↘98       | сельский округ Абрау-Дюрсо     |
| 11 | Камчатка                | хутор                         | ↘58       | сельский округ Абрау-Дюрсо     |
| 12 | Кирилловка              | село                          | ↗1334     | Приморский район               |
| 13 | Ленинский Путь          | хутор                         | ↗431      | Натухаевский сельский округ    |
| 14 | Лесничество Абрау-Дюрсо | посёлок                       | ↗136      | сельский округ Абрау-Дюрсо     |
| 15 | Мысхако                 | село                          | ↗8876     | Мысхакский сельский округ      |
| 16 | Натухаевская            | станица                       | ↗12 442   | Натухаевский сельский округ    |
| 17 | Новороссийск            | город, административный центр | ↗261 973  |                                |
| 18 | Победа                  | хутор                         | ↘256      | Раевский сельский округ        |
| 19 | Раевская                | станица                       | ↗15 902   | Раевский сельский округ        |
| 20 | Северная Озереевка      | село                          | ↘420      | сельский округ Абрау-Дюрсо     |
| 21 | Семигорский             | хутор                         | ↗3304     | Натухаевский сельский округ    |
| 22 | Убых                    | хутор                         | ↗128      | Приморский район               |
| 23 | Федотовка               | село                          | ↘171      | Мысхакский сельский округ      |
| 24 | Широкая Балка           | село                          | ↘105      | Мысхакский сельский округ      |
| 25 | Южная Озереевка         | село                          | ↗1100     | Приморский район               |

Город Новороссийск (город краевого подчинения) как объект административно-территориального устройства Краснодарского края состоит из следующих административно-территориальных единиц: 4 внутригородских района (Восточный, Центральный, Приморский, Южный) и 6 сельских округов (Натухаевский, Раевский, Мысхакский, Абрау-Дюрсо, Верхнебаканский, Гайдукский).
Администрация и дума муниципального образования по состоянию на 2009 год выделяли 5-й отдельный Новороссийский район, в который включали 7 сельских округов, насчитывавших 22 населённых пункта: Гайдукский сельский округ (с. Гайдук, с. Владимировка), Верхнебаканский сельский округ ( п. Верхнебаканский, х. Горный), Раевский сельский округ (ст. Раевская, х. Убых), Натухаевский сельский округ (ст. Натухаевская, х. Ленинский путь, х. Семигорский, х. Победа) Мысхакский сельский округ (с. Мысхако, урочище Широкая балка, с. Федотовка), сельский округ Абрау-Дюрсо (п. Абрау-Дюрсо, с. Большие Хутора, х. Дюрсо, х. Лесничество, х. Камчатка), Глебовский сельский округ (с. Глебовское, с. Васильевка, с. Северная Озерейка, с. Южная Озерейка).